# Estacio Gelio
Estacio Gelio (305 a. C.) fue un general samnita que luchó contra los romanos en la segunda guerra samnita. Fue derrotado y hecho prisionero en el 305 a. C., en la Batalla de Boviano, por Lucio Postumio Megelo y Marco Fulvio Flaco.